# Босански санџак
Босански санџак је османска административна јединица другог нивоа која је постојала на просторима Босне и Рашке од 1463. године до административних реформи из средине 19. века. Први босански санџак-бег је био Иса-бег Исаковић. Након пада Јајачке бановине сједиште Босанског санџака је било у Јајцу. Главни град је касније помјерен у Сарајево, Бању Луку, Травник и на крају поново у Сарајево. Босански санџак у почетку био дио Румелијског пашалука, а оснивањем Босанског пашалука 1580. године улази у његов састав и постаје његова централна провинција. Исти статус је имао и од 1867. у Босанском вилајету.

## Пропаст Босне и стварање Босанског Санџака

### Оснивање Босанског санџака
После пада Србије (1459) на правцу главног турског надирања налазила се краљевина Угарска, али је претходно требало покорити Босну да би се осигурао леви бок (према Млетачкој републици и хабзбуршкој Аустрији). Упутивши јаке коњичке снаге преко Дунава у јужну Угарску, султан Мехмед II Освајач је са главнином у пролеће 1463. продро у Босну преко Скопља, Косова и Сјенице. Због продора турских помоћних снага све до Темишвара, угарске снаге нису могле да се ангажују у одбрани Босне, у којој су Турци, због расула које је завладало међу феудалцима и њиховом војском, освојили за кратко време преко 100 градова (тврђава), међу којима Бобовац, Травник, Јајце и Кључ. Упоредо са освајањем Босне, Турци су заузели и знатан део територије херцега Стефана, који се с војском склонио у приморје. Босанска држава уништена је за око 6 недеља, а краљ Стефан Томашевић и најистакнутији великаши побијени. У градовима су Турци оставили своје посаде, а главнина војске се повукла, а са њом и снаге из Херцеговине, што је омогућило херцегу Стефану са синовима Влатком и Владиславом да запоседне изгубљене области.

### Угарска противофанзива
Новоосвојене земље султан је 1463. претворио у Босански санџак са седиштем у Врхбосни (Сарајеву). Турска се тако дубоко уклинила између своја два јака противника, Угарске и Млетачке републике. Због непосредне опасности која им је претила, Мађари и Млечани склопили су војни савез против Турака 12. новембра 1463. После одласка турске главнине, Мађари су првих дана октобра продрли у Босну: под командом краља Матије Корвина прешли су главном колоном Саву код Градишке, избили до Кључа и Јајца, а слабијим снагама, под командом Имреа Запоље, кренули долином Врбаса. Половином октобра Матија је опсео Јајце, и 26. децембра 1463. принудио турску посаду на предају. Тог лета и јесени херцег Стефан са синовима освојио је 9 градова у источној Босни и сву југозападну Босну (Раму са Прозором, Ускопље и Ливно) чиме је затворио прилазе Јајцу с југа. Због пада Јајца предало се још 28 градова у доњој Босни; турски посед свео се, углавном, на Подриње, средњу и доњу Босну. Почетком лета 1464. султан је поново упао у Босну, безуспешно опседао Јајце од 12. јула до 22. августа, док је Махмуд-паша пустошио Хрватску (модрушку жупанију). Да би овладао североисточном Босном, Матија Корвин је у октобру 1464. продро на њено подручје са 17.000 коњаника и 7.000 крсташа и безуспешно опседао Зворник. У међувремену је Имре Запоља заузео Сребреник. Турци су сада задржали језгро Босне са Врхбосном (Сарајевом), Бобовцем и другим градовима, а Мађари Доње Краје и Усору од којих су основали Јајачку и Сребреничку бановину. Прва је обухватала слив Врбаса до ушћа са градовима: Јајце, Бањалука, Гребен, Сокол, Језеро, Венчац, Ливач, Комотин, Бочац и Звечај, а друга Сребреник и неколико мање значајних градова. Оне су, ослањајући се на Мачванску (Шабачку) бановину, представљале непрекидну граничну зону на десној обали Саве од Београда преко Тузле до Јајца, као брану турским продорима у Угарску. Хрватска је и даље остала изложена ударима из турског клина који је долином Сане дубоко залазио у област доње Уне, с упориштима у Каменграду и Кључу.

### Пад Херцеговине и оснивање Херцеговачког Санџака
У јулу 1465. султан је, да би надокнадио губитке у северној Босни, упутио против Херцеговине јаче снаге под командом босанског санџак-бега Иса-бега Исхаковића, који ју је до краја године готово читаву освојио, изузев Новог са Драчевицом и Доње Неретве где се у Почитељу одржала мађарска посада упућена у помоћ херцегу.
Освојене области у Херцеговини Турци су у почетку претворили у један вилајет који су прикључили Босанском санџаку, а почетком 1470. основали су посебан Херцеговачки Санџак (у саставу Румелијског пашалука) са седиштем у Фочи. Преостале области (узан појас територије у Приморју са Новим и Рисном у Драчевици) наследио је син херцега Стефана, Влатко Вуковић Косача (1466-82), који се у борби против Турака ослонио на Угарску и на напуљског краља Фердинанда Арагонског. Турци су заузели Почитељ 20. септембра 1471.
Босански санџак Дауд-бег продро је у пролеће 1480. преко Хрватске у Штајерску, а одатле у Мађарску, све до Ђура, опленивши цело подручје, пошто је претходно преварио краља Матију и добио од њега слободан пролаз преко хрватског земљишта на подручје цара Фридриха. Да се освети, прешао је у јесен сам краљ Матија у Босну са једном војском, а другу је повео капетан доње Угарске Павле Канижи у Србију. Ова друга војска продре без много сметњи све до Крушевца, одакле преведе до 60.000 српских душа на мађарско подручје. Краљ Матија се зауставио код Гребена у близини Јајца. Један његов одред од 3—4000 људи, који су водили деспот Вук, јајачки бан Петар Доци (прослављени Дојчин Петар »варадински бан«) и хрватско-далматински бан Ладислав Егервари, прогонећи Турке, допро је све до Сарајева, па је ушао и у сам тај град око 8—10. новембра 1480, и ту три дана пленио и харао. После првог изненађења Турци су се прибрали, организовали отпор и потисли нападаче, којима, уосталом, није ни био циљ да изазову праву борбу, него да изврше један казнени препад. Краљ Матија је у свом извештају папи претерано, са самохвалисањем, представио тај поход као неки велики успех, који да је направио пустош у Босни и потпуно обезглавио Турке, док је он у ствари био само једна смела ратничка авантура без икаквих трајнијих последица.
Борбу око престола у Турској, која је настала после смрти Мехмеда Освајача (умро 5. маја 1481) између његових синова Бајазита и Џема, покушао је да искористи Влатко Херцеговић да прошири своју територију, али узалуд. Босански санџак Дауд-паша, пресрео је Влатка код Невесиња и потпуно га разбио, па се херцег повукао у Нови под заштиту мађарске посаде и неколико бродова напуљског краља Фердинанда. У децембру 1481. је херцеговачки санџакбег Ајаш (тур. Ayaş) опсео Нови, који му се предао 28. јануара 1482. Од читаве Херцеговине остао је слободан од Турака само Кош на острву Посредници (код данашњег Опузена) у којем се (од 1471) налазила мађарска посада, вероватно до 1490.
Херцег Влатко спасао се са својим људима на савезничку, напуљску флоту. Умро је после неколико година (1489) на острву Рабу, где су му Млечани дали последње уточиште. Његов брат Ахмед-паша Херцеговић постао је 1481. зет новога султана, Бајазита II (који је брзо савладао брата Џема), и имао је дугу и успешну каријеру. Освајањем Босне Турци су уништили последњу државу на Балкану.

## Административна подела и организација војске

### Прелазни период и исламизација
Доласком Турака почео је и процес исламизације становништва, при чему су значајну улогу одиграле предности које су имали муслимани у односу на хришћане (ослобађање од харача, неограничене могућности напредовања, имовинска сигурност). Турци су из тактичких разлога, плашећи се незадовољства босанског становништва и акције ситног племства, које је такође било незадовољно окупацијом, обновили крајем 1465. босанско краљевство са домаћим владаром на челу-Матијом Котроманићем (последњи пут се помиње 1476). Био је то јединствен случај у Царству. Ускоро су и Мађари на територији Босне коју су освојили именовали Николу Илочког (1471-77) за босанског краља. Турци су са собом довели у Босну и велики број муслиманских и хришћанских спахија из Скопског крајишта, међу којима је вероватно било и људи из Босне, првенствено исламизованих млађих представника феудалне класе одведених приликом ранијих упада.

### Вилајети и нахије
Османско друштвено уређење са јаком централном влашћу, изразито војничког карактера, разликовало се од затеченог уређења средњовековних држава, где је владар делио власт са властелом и великашима. У освојеним областима основна војно-административна јединица била је вилајет, који се састојао из више жупа или нахија. На челу вилајета био је вилајетски субаша (војвода), а на челу нахије-нахијски субаша (војвода).
Босански санџак се у почетку делио на 4, а касније на више мањих вилајета. Вилајет који је у почетку обухватао краљеве земље, подељен је на три мања: Сарај (Врхбосна) са седиштем у Сарајеву (5 нахија), Брод са седиштем у Зеници (2 нахије) и Неретву са седиштем у Коњицу (2 нахије). Земље Павловића и Ковачевића образовале су вилајете Павле и Ковач. Први се одржао до 19. века, а други је прикључен вилајету Павле и Зворничком санџаку. Упоредо је проведена и судско-административна подела на кадилуке, која се углавном подударала са вилајетима. Од рашке области образован је вилајет-кадилук Нови Пазар са нахијама: Звечан, Рас, Јелеч и Сјеница. Стабилизацијом турске власти, подела на кадилуке остала је у оквиру цивилне управе, а вилајетско уређење постепено је губило свој ранији војно-политички значај и задржано је само у спахијско-тимарској организацији. Крајем 15. века Босански санџак имао је 5 спахијско-тимарских вилајета: Нови Пазар (4 нахије), Павле (9 нахија), Сарај (3 нахије), Брод (8 нахија) и Неретва (4 нахије).

### Херцеговачки и Зворнички санџак
Најстарији вилајети у Херцеговини били су Дрина (3 нахије), Пријепоље (Милошево), Благај и Неретва, а крајем 15. века Херцеговачки санџак имао је вилајете: Соко (5 нахија), Бистрицу (4 нахије) и Загор или Загорје (10 нахија).
Зворнички санџак, са седиштем у Зворнику, основан је око 1480. од 5 нахија које су до тада биле у саставу Смедеревског санџака као један вилајет и две нове, Орсат и Брвеник. Овај санџак је формиран ради одбране пограничних области од Мађара. Касније, њему су припале још Сребреничка бановина (1512) и Мачва (1521). Зворнички санџак обухватао је вилајете: Зворник (5 нахија), Брвеник (4 нахије), Корај (13 нахија) и Бејурделен (Шабац-6 нахија). Због војног значаја Босанског санџака, неки санџаци у Србији, као Приштински и Вучитрнски, били су током ратних операција везани за њега.

### Војна организација
Највиши представник власти у санџаку био је санџакбег-до почетка 16. века звао се крајишник или војвода. Санџакбег Босанског санџака руководио је освајачким акцијама према Хрватској и Далмацији. У односу на суседне санџаке он је био први међу једнакима, па су му се за ратне операције они потчињавали само по налогу Порте или румелијског беглербега. За решавање важнијих војних, политичких и управних питања санџакбег је имао саветодавно веће или диван.
Војна организација Босанског санџака није се могла битно разликовати од османлијског војно-феудалног уређења, али је имала понеку посебну црту. Основну снагу босанске провинцијске војске сачињавале су спахије, које се појављују у запоседнутом делу Босне још пре 1463. Они су са собом водили у рат и пратњу (џебелије), чији је број зависио од величине тимара. На гласу су биле босанске акинџије, познате по многобројним пљачкашким упадима у суседне мађарске и млетачке земље у 15. и почетком 16. века. Акинџије је касније потиснуо нови војнички ред-делије. Међу старије војничке редове у Босни спадају и војнуци, којих је у Босанском крајишту од 1455. било око 300. Од средине 16. века они постепено губе значај, док, најзад, нису заједно са акинџијама сведени на степен раје. Уз акинџије и војнуке, као лаке коњанике у Босни, сусрећемо и сејмене (пешаке).
Месне снаге налазиле су се по тврђавама и паланкама, и у њиховом саставу били су: мустахфизи-прве турске посаде по градовима у Босни, тобџије који су обављали службу по градским табијама (бастионима), кулама и чардацима. У 15. веку, у граничним областима, сусрећемо и мартолозе. Почетком турске владавине јављају се у Босни и јаничари, упућени из Цариграда као надзорници извоза (јасакчије), чувари јавног реда по појединим насељима или као део посаде неких гарнизона. Најјачи јаничарски одреди у 15. веку били су у Зворнику, Винчацу, Прусцу, Врандуку, Добоју, Ливну, Почитељу, Љубушком и Херцег-Новом. Осим наведених војних снага у Босни, било је и других војничких и полувојничких редова: Власи, дербенџије, черахори. Војна организација Влаха била је јака, нарочито у Херцеговини и североисточној Босни, где су Турци привилегијама настојали да их вежу за своју феудалну класу.

## Стабилизација турске власти у Босни и њено ширење до почетка 16. века

### Угарско-турски ратови
Да би могли наставити експанзију у Панонску низију, Турци су настојали да разбију линију мађарске одбране од Београда до Јајца. Они су наставили са све чешћим провалама у Хрватску, Славонију, Далмацију, Крањску, Корушку и Штајерску. У полеће 1480. босански санџакбег Дауд продро је с јачим снагама преко Хрватске у Штајерску, а одатле у Мађарску, опљачкавши успут територију све до Ђера. Исте године краљ Матија Корвин је у јесен упутио одред од 3.000 до 4.000 људи под командом хрватско-далматинског бана Ладислава Егерварија, јајачког бана Петра Дојчина и српског деспота Змај Огњеног Вука, који су долином Врбаса и преко Јајца неочекивано упали у Сарајево. Турске снаге под командом босанског санџака Хаџи-бега (тур. Haği) поново су 1483. продрле у Хрватску и Крањску до Корушке, али при повратку потучене су од хрватских снага 29. и 30. октобра у боју код Брода Зринског на Уни; наредне године поновљен је турски упад у Хрватску. Босански санџакбег Скендер-паша 1491. користећи се неслогом између великаша у Хрватској, продро је у Крањску, али је на повратку поражен од хрватских трупа у боју код Удбине. Ради освете за пораз код Удбине, нови босански санџакбег Јакуб предузео је у лето 1493. велику акинџијску провалу (ангажујући и акинџије из Србије, Македоније и Тракије). Пошто је претходно безуспешно напао Јајце са 8.000 коњаника, провалио је у Хрватску, Крањску и Штајерску. На повратку, он је у бици на Крбавском пољу 1493. тешко поразио хрватску феудалну војску. После тога Лика и Крбава са суседним далматинским крајем и приморским залеђем остали су скоро без одбране, што је Турцима олакшало да изврше низ продора у аустријске земље 1493-95. Због турско-млетачког рата (1499-1502) босански санџакбег настојао је у то време да очува мир на хрватско-мађарској граници. Међутим, при продору Скендер-паше у северну Далмацију 1499, страдали су и хрватски градови, што је био повод да и хрватске снаге упадну у Босну и разоре Каменград. Због уласка Угарске у у рат против Турске не страни Млетачке републике (1500), Турци су крајем 1501. и половином 1502. безуспешно опседали Јајце. Средином 1503. Турци и Мађари закључили су седмогодишње примирје, по којем су Јајачка бановина са Јајцем, Звечајем и Бањалуком, и Усора са Сребреником, остали и даље у мађарским рукама, а Турци су задржали Каменград, Кључ, Венчац и Комотин.

### Пад Сребреничке бановине
Пошто је 1512. прекинуо примирје са Угарском, босански санџак Фериз-бег освојио је Сребреничку бановину, прекинувши одбрамбену линију коју је 1464. успоставио Матија Корвин. Отада су турски упади у Хрватску постали чешћи. Босански санџакбег Јунуз-ага, враћајући се са провале у Крањску, продро је 1513. у област између Купе и Уне, али је поражен од хрватских трупа бана Ивана Бериславића у боју код Дубице. У боју код Новиграда 1515. Турци су поразили војску бана Бериславића, и поново безуспешно напали Јајце појачавајући стално притисак у том правцу. Покушај бана Бериславића да 1518. отклони ту опасност, претрпео је неуспех. Јајачка бановина, уз велике напоре, једва је одолевала веома јаким и упорним турским нападима. Половином 1519. турске снаге из Босне појачале су притисак и на јужну Хрватску и Далмацију. У освајању Београда и Шапца 1521. учествовало је и 6-7.000 турских ратника из Босне под командом босанског санџака Бали-бега Јахјапашића, који је за заслуге у тим борбама именован првим београдским заповедником, а дотадашњи смедеревски санџакбег Хусрев преузео је његов положај у Босни.
У даљим турским освајањима према Угарској Босна је, везујући за себе млетачке и аустријске снаге, добијала све већи војни значај. Хусрев-бег је заједно са херцеговачким санџакбегом 1522. продро у Далмацију, освојио Книн и Скрадин, и безуспешно напао Клис и Крупу, а крајем 1523. заузео је Островицу на Уни. Наредне, 1524. године, херцеговачки санџакбег опсео је Клис, којем је притекао у помоћ Петар Кружић са 1.500 пешака и 60 коњаника, и потукао Турке. Исте године Хусрев-бег поново је безуспешно опседао Јајце.

### Битка на Мохачу
Од освајања сребреничке бановине до битке на Мохачу 1526, турске снаге из Босне освојиле су далматинску Хрватску јужно од Велебита (осим Клиса и Обровца), и из оперативног ослонца Кључ-Каменград извеле око 50 пљачкашких упада у Хрватску, Славонију, Истру, Крањску и Штајерску, продирући до млетачке Фурланије и Корушке, при чему је опустошена територија Лике, Крбаве и северне Далмације. Уочи битке на Мохачу, снаге из Босне и Херцеговине садејствовале су главнини турских снага у освајању источне Славоније до Осијека и Ђакова. Убрзо после победе код Мохача, где су се истакле турске снаге из Босне под командом Гази Хусрев-бега, Турци су ликвидирали остатке мађарске владавине у Босни и Далмацији, и отворили пут у западну Славонију. Обровац и Удбина пали су 1527, крајем године посада Јајца предала се без борбе, а за њим и посаде Бањалуке и околних градова.

### Турске војне реформе
Освајања на почетку владавине Сулејмана Величанственог (1520-66) довела су и до промена у организацији војске. Ширењем територије увећавао се и број спахија, који су исламизацијом постали верски хомогенији, постигнутим успесима и стеченим пленом смелији и моћнији, а јачањем централне власти дисциплинованији. Упоредо и старешине Влаха превођене су у спахије (кнезови, војводе, примићури, легатори, катунари и теклићи), док је основна маса Влаха, после укидања привилегија, постепено сведена на степен раје, што је имало за последицу пребегавање на аустријску територију, где ће, касније, постати снажна брана даљем турском напредовању и стална опасност за њихове западне границе. Од првих деценија 16. века спахијском војском по вилајетима командовале су и даље спахијске субаше, које нису биле више непосредно потчињене санџакбегу, већ алајбегу. У то време у Босни су реорганизовани неки стари војнички редови и устројени нови: азапи и фариси као посаде тврђава, и ђонулије, бешлије и делије као граничари.

## Улога Босне у даљим турским освајањима

### Продор у Славонију и Далмацију
После освајања Јајца, Турци су наставили са упадима у Хрватску. Знатне снаге из Босне учествовале су у походу на Беч 1529, а у походу 1532. било их је око 10.000 (по Хамеру 100.000, што је многоструко преувеличано). Користећи се несређеним приликама у Хрватској и Славонији, током грађанског рата између присталица Фердинанда I Хабзбурга и Јована Запоље за краља Угарске (1527–40), босански санџакбег, пошто је претходно заузео Брод на Сави, Кобаш у Босни, Добор, Стару Градишку и друге градове, продро је у другој половини 1536. у Славонију и у садејству са смедеревским санџакбегом заузео многе градове славонске властеле, а 27. јануара 1537. освојио је Пожегу и Пожешку котлину. Ускоро затим, 27. марта 1537, босанске и херцеговачке чете заузеле су Клис, чуме је учињен крај мађарској власти јужно од Велебита. На предлог Хусрев-бега, Порта је одобрила оснивање Клишког санџака (од нахија северозападне Босне, Далмације, Крбаве и Лике). Исте године краљ Фердинанд I покушао је да протера Турке из Славоније, али су његове снаге претрпеле пораз (Кацијанеров поход). Ускоро затим Турци су безуспешно опседали Костајницу и Зрин, заузели Дубицу, Јасеновац и Новску, а у Длмацији Надин и Врану. Од освојених области формиран је у Славонији 30. јануара 1538. Пожешки санџак.

### Лички санџак
У рату са Аустријом 1541-45, снаге босанског и клишког санџакбега освојиле су подручје источне и средње Славоније до Пакраца; новоосвојено подручје укључено је у Пожешки и Босански санџак. Турски продори преко доњег тока Уне били су привремено успорени организацијом Војне крајине, али већ 1556. босански Малкоч-бег заузео је Костајницу и Новиград, на великом делу Уне створио пролаз за провале у долину Купе. Уз то, до краја рата Турци су опустошили Покупје, Поуње и Славонију, а босански санџакбег Мустафа Соколовић освојио је 1565 Крупу. Исте године кренуо је према Крижевцима, али га је бан Петар Ердеди поразио код Обрешке. Соколовић се 1566. истакао са турским босанским одредима у борбама код Сигета, због чега је постављен за будимског пашу.
У турско-млетачком рату 1570-74. Млечани су продрли у Клис уз помоћ ускока, али су морали ускоро да га напусте. Турци су проширили власт и на Равне котаре, а од Лике, Крбаве и новоосвојених области основали су између 1578. и 1580. Лички (Крчки) санџак, настављајући касније тешке борбе у Хрватској крајини. У међувремену, босански санџакбег Ферхад-паша Соколовић поразио је 1575. хрватске снаге код Будачког. Он је само у 1576. извео 50-60 провала у Хрватску нападајући највише градове у Бихаћкој крајини, и освојио Бужим и Цазин, 1577. Кладушу, Острожац и Зрин, а 1578. Дрежник.

### Последња турска освајања и стабилизација границе
Аустријанци су предузели противофанзиву према Бихаћу 1578, али су претрпели неуспех (Кевенхилерова акција (1578)). Две године касније хрватске трупе поразиле су пожешког санџакбега код Грабовника и 1584. Ферхат-пашу на повратку из Крањске код Слуња. Наредне године Ферхат-паша безуспешно је покушао да освоји Бихаћ, а 1586. банско-крајишке снаге разбиле су трупе пакрачког санџакбега Алија у боју код Иванића. Доласком на положај босанског беглербега Хасан-паше Предојевића 1591, на Хрватско-турској крајини поново су се развиле жестоке борбе. Хасан-паша је те године безуспешно нападао Сисак и заузео Рипач, 1592. Гору и Храстовицу, и почео са изградњом тврђаве Петриње, а у јуну је освојио Бихаћ. Падом Бихаћа срушен је последњи одбрамбени бедем Хрватске између Купе и Уне, а град је постао седиште новооснованог Бихаћког санџака (крајем 16. или почетком 17. века). Хрватска одбрамбена линија повучена је са Уне на линију Огулин-Карловац-Купа до Сиска, са Слуњом као истакнутим упориштем. Хасан-паша поразио је јула 1592. банско-штајерске трупе код Бреста, затим је по други пут безуспешно напао Сисак, а у трећем нападу претрпео је јуна 1593. тежак пораз. Том приликом погинуо је и сам Хасан-паша са још три санџакбега.
После турског пораза код Сиска, Пожешки санџак издвојен је из босанског пашалука (ејалета) и прикључен 1600. Канишком ради појачања будимског фронта. У аустро-турском рату 1593-1606. турски одреди из Босне учествовали су у више бојева у Мађарској, док су им у Славонији хрватски крајишници и хајдуци наносили знатну штету. У том рату папа је повео акцију за крсташки рат против Турака, што је наишло на велики одјек код потлачених народа на Балкану. У делу Херцеговине према Црној Гори избио је 1596. устанак, али су га Турци ускоро угушили, а Млечани су уз помоћ ускока ушли у Клис, који су Турци брзо повратили.

## Оснивање босанског пашалука
Освојено подручје у Босни било је све до 1580. укључено у удаљене пашалуке (беглербеглуке или ејалете)-румелијски и будимски. Међутим, војнички разлози у вези са даљим освајањем према средњој Европи наметали су потребу да се оно организује у јединствену војно-административну целину, способну да властитим снагама води веће самосталне војне акције. Ради тога формиран је 1580. босански пашалук. Дотадашња унутрашња организација санџака није мењана, али су санџакбегови потчињени босанском беглербегу као врховном војном и управном органу босанског пашалука. У даљим сукобима са Аустријом и Венецијом, босански пашалук био је стално ратиште које је везивало њихове снаге. У односу на будимски пашалук имао је улогу крилног осигурања, и због тога је, по овлашћењу централне власти, будимски беглербег био надређен босанском. Први босански беглербег био је Ферхат-паша Соколовић.